# Marianna Leńska
Marianna Leńska (ur. 30 września 1950) – polska lekkoatletka, specjalizująca się w pchnięciu kulą, medalistka mistrzostw Polski.

## Kariera sportowa
Była zawodniczką Gwardii Olsztyn i Gwardii Warszawa.
Na mistrzostwach Polski seniorek na otwartym stadionie zdobyła trzy medale w pchnięciu kulą - srebrne w 1970 i 1972 oraz brązowy w 1971. W halowych mistrzostwach Polski seniorek zdobyła jeden medal w pchnięciu kulą: brązowy w 1974.
Rekord życiowy w pchnięciu kulą: 15,84 (27.06.1972).